# Konya Torku Şeker Spor/Saison 2012
Dieser Artikel listet Erfolge und Fahrer des Radsportteams Konya Torku Şeker Spor in der Saison 2012 auf.

## Erfolge in der UCI Asia Tour
| Datum       | Rennen                       | Kat. | Sieger             |
| ----------- | ---------------------------- | ---- | ------------------ |
| 4. November | 4. Etappe Tour of Taihu Lake | 2.1  | Jurij Metluschenko |

## Erfolge in der UCI Europe Tour
| Datum         | Rennen                                            | Kat. | Sieger             |
| ------------- | ------------------------------------------------- | ---- | ------------------ |
| 24. April     | 3. Etappe Presidential Cycling Tour of Turkey     | 2.HC | Iwajlo Gabrowski   |
| 22.–29. April | Gesamtwertung Presidential Cycling Tour of Turkey | 2.HC | Iwajlo Gabrowski   |
| 14. Mai       | 4. Etappe Azerbaïjan Tour                         | 2.2  | Jurij Metluschenko |
| 24. Mai       | 1. Etappe Tour of Trakya                          | 2.2  | Jurij Metluschenko |
| 25. Mai       | 2. Etappe Tour of Trakya                          | 2.2  | Jurij Metluschenko |
| 27. Mai       | 4. Etappe Tour of Trakya                          | 2.2  | Jurij Metluschenko |
| 24.–27. Mai   | Gesamtwertung Tour of Trakya                      | 2.2  | Jurij Metluschenko |
| 22. Juni      | Türkische Meisterschaft – Einzelzeitfahren (U23)  | CN   | Rasim Reis         |
| 23. Juni      | Türkische Meisterschaft – Straßenrennen           | CN   | Miraç Kal          |
| 23. Juni      | Türkische Meisterschaft – Straßenrennen (U23)     | CN   | Secaattin Dazkirli |
| 23. August    | 3. Etappe Baltic Chain Tour                       | 2.2  | Jurij Metluschenko |

## Platzierungen in UCI-Ranglisten
| UCI Continental Circuit | Platz |
| ----------------------- | ----- |
| UCI Africa Tour 2012    | 10    |
| UCI Asia Tour 2012      | 50    |
| UCI Europe Tour 2012    | 57    |

## Abgänge – Zugänge
| Zugänge            | Team 2011    | Abgänge                         | Team 2012               |
| ------------------ | ------------ | ------------------------------- | ----------------------- |
| Wolodymyr Bileka   | Amore & Vita | Danail Andonow Petrow           | Caja Rural              |
| Serhij Hretschyn   | Amore & Vita | Wladimir Koew                   | Gios-Deyser Leon Kastro |
| Jurij Metluschenko | Amore & Vita | Jewgeni Gerganow                | Tusnad Cycling Team     |
| Iwajlo Gabrowski   | CC Nessebar  | Daniel Bogomilow Petrow         | Tusnad Cycling Team     |
| Bekir Baki Akırşan | Neoprofi     | Pawlin Balinski                 | Unbekannt               |
| Nazim Bakırcı      | Neoprofi     | Muhammet Eyüp Karagöbek         | Unbekannt               |
| İlhan Çelik        | Neoprofi     | Stanislaw Saraliew              | Unbekannt               |
| Fatih Keleş        | Neoprofi     | Serhat Sert                     | Unbekannt               |
| Ahmet Örken        | Neoprofi     | Swetoslaw Tschanliew            | Unbekannt               |
| Rasim Reis         | Neoprofi     | Selçuk Türkçetin                | Unbekannt               |
| Behçet Usta        | Neoprofi     | Stefano Zanichelli              | Unbekannt               |
|                    |              | Iwajlo Gabrowski (bis 18. Juli) | Dopingsperre            |

## Mannschaft
| Name               | Geburtstag        | Nationalität |
| ------------------ | ----------------- | ------------ |
| Bekir Baki Akırşan | 1. November 1991  | Türkei       |
| Muhammet Atalay    | 15. Mai 1989      | Türkei       |
| Nazim Bakırcı      | 29. Mai 1986      | Türkei       |
| Wolodymyr Bileka   | 6. Februar 1979   | Ukraine      |
| İlhan Çelik        | 10. Juni 1993     | Türkei       |
| Secaattin Dazkirli | 10. März 1990     | Türkei       |
| Serhij Hretschyn   | 9. Juni 1979      | Ukraine      |
| Miraç Kal          | 7. August 1987    | Türkei       |
| Fatih Keleş        | 31. März 1993     | Türkei       |
| Jurij Metluschenko | 4. Januar 1976    | Ukraine      |
| Ahmet Örken        | 12. März 1993     | Türkei       |
| Hüseyin Özcan      | 20. Januar 1988   | Türkei       |
| Rasim Reis         | 16. November 1992 | Türkei       |
| Mustafa Sayar      | 22. April 1989    | Türkei       |
| Behçet Usta        | 8. Februar 1985   | Türkei       |